# Nenad Filipović (cầu thủ bóng đá)
Nenad Filipović (Ненад Филиповић; sinh 24 tháng 4 năm 1987 ở Titovo Užice) là một thủ môn bóng đá Serbia, thi đấu cho Mačva Šabac. Ngày 14 tháng 4 năm 2013, Filipović bị đuổi khỏi sân chỉ sau 20 giây bắt đầu trận đấu với CSKA Sofia khi phạm lỗi với đối thủ và ngăn cản một cơ hội ghi bàn. Anh có thể giữ kỷ lục bị đuổi khỏi sân nhanh nhất trong lịch sử A PFG.